# Киселина
Киселина (енгл. acid od лат. acidus/acēre са значењем кисело) једна је од основних категорија хемијских једињења. Киселина је хемијска супстанца чији водени раствори имају карактеристични кисели укус, способност да претворе плави лакмус у црвени, способност да реагују са базама и појединим металима (као што је калцијум) чиме се формирају соли. Водени раствори киселина имају пХ вредност мању од 7. Неводене киселине се обично формирају кад анјон (негативни јон) реагује са једним или више позитивно наелектрисаних водоничних катјона. Што је нижа pH вредност то је већа киселост, и стога је већа концентрација позитивних водоничних јона у раствору. За хемикалије или супстанце које имају својства киселине се каже да су киселе.
Постоје три широко призваћене дефиниције киселине: Аренијусова дефиниција, Бренстед-Лауријева дефиниција и Луисова дефиниција. Аренијусова дефиниција формулише киселине као супстанце које повећавају концентрацију водоникових јона (H+), или прецизније, хидронијум јона, кад су растворене у води. Бронстед-Лоријева дефиниција је експанзија: киселина је супстанца која може да делује као протонски донор. По тој дефиницији, свако једињење које се може лако депротонисати се може сматрати киселином. Примери обухватају алкохоле и амине који садрже O-H или N-H фрагменте. Луисова киселина је супстанца која може да прими пар електрона и да формира ковалентну везу. Примери Луисових киселина обухватају све металне катјоне, и молекуле дефицитарне у електронима као што су бор трифлуорид и алуминијум трихлорид.
Примери познатих киселина су хлороводонична киселина (раствор хлороводоника, која је присутна у гастричној киселини у желуцу, где активира ензиме варења), сирћетна киселина (сирће је разблажени раствор те течности), сумпорна киселина (користи се у аутомобилским батеријама), и тартарна киселина (чврста материја која се користи при печењу). Као што ови примери показују, киселине могу да буду раствори или чисте супстанце, и могу да буду изведене из чврстих материја, течности или гасова. Јаке киселине и неке концентроване слабе киселине су корозивне, мада постоје изузеци као што су карборани и борна киселина.

## Дефиниције и концепти
Модерне дефиниције се баве фундаменталним хемијским реакцијама које су заједничке за све киселине. Већина киселина које се срећу у свакодневном животу су водени раствори, или се могу растворити у води, тако да су Аренијусова и Бронстед-Лоријева дефиниција најрелевантније.
Бронстед-Лоријева дефиниција је најшире кориштена дефиниција; уколико другачије није специфицирано, претпоставља се да у киселинско-базним реакцијама долази до трансфера протона (+) са киселине на базу. Све три дефиниције сматрају хидронијум јоне киселином. Интересантно је да, мада алкохоли и амини могу да буду Бронстед-Лоријеве киселине, они исто тако могу да делују ка Луисове базе услед присуства слободних парова електрона на њиховим атомима кисеоника и азота.

### Лавоазијеова дефиниција
Прву научну дефиницију киселине дао је француски хемичар Антоан Лавоазје у XVIII веку.
Лавозјеов пионирски рад на систематизацији дотадашњих хемијских сазнања обухватио је и рад на класификацији једињења и успостављању хемијских законитости. Међутим, његова знања о киселинама била су ограничена на до тада познате киселине, претежно јаке киселине са оксидационим својствима, док структура халогеноводоничних киселина у то време није била позната. У том смислу, Лавоазје је дао дефиницију киселина уско повезану са њиховим садржањем кисеоника о себи. Шта више, назив који је он дао кисеонику потиче од грчке речи „онај који гради киселине“.

### Аренијусове киселине
Шведски хемичар Сванте Аррхениус је 1884. године сматрао да су за својство киселости одговорни водонични јони (H+) или протони. Аренијусова киселина је супстанца која, кад се дода у воду, повишава концентрацију + јона у води. Хемичари обично пишу H+(aq) и говоре о водоничном јону при описивању киселинско-базних реакција, мада слободно водонично језгро, протон, не постоји самостално у води, оно се јавља као хидронијум јон, . Стога се Аренијусова киселина исто тако може описати као супстанца која повишава концентрацију хидронијум јона кад се дода у воду. Та дефиниција проистиче из еквилибријума дисоцијације воде у хидронијумске и хидроксидне (OH−) јоне:
У чистој води већина молекула су , мада се молекули константно дисоцирају и реасоцирају, и у било ком времену мали број молекула су хидронијум јони, са једнаким бројем хидроксида. Пошто су бројеви једнаки, чиста вода је неутрална (није кисела или базна).
Аренијусова база, с друге стране, је супстанца која повећава концентрацију хидроксидних јона кад се раствори у води, и стога смањује концентрацију хидронијум јона.
Константна асоцијација и дисасоцијација  молекула формира еквилибријум у коме је свако повећање концентрације хидронијума праћено смањењем концентрације хидроксида, тако да се за Аренијусову киселину такође може рећи да смањује концентрацију хидроксида, који Аренијусова база повећава.
У киселини је концентрација хидронијум јона већа од 10−7 мола по литри. Пошто је pH вредност дефинисана као негативни логаритам концентрације хидронијум јона, киселине имају pH мањи од 7.

### Бронстед-Лоријеве киселине
Мада је Аренијусов концепт користан за описивање многих реакција, он исто тако има сасвим ограничен опсег. Године 1923. су хемичари Јоханес Николас Бронстед и Томас Мартин Лори независно уочили да киселинско-базне реакције обухватају трансфер протона. Бронстед-Лоријева киселина (или једноставно Бронстедова киселина) је врста која донира протон Бронстед-Лоријевој бази. Бронстед-Лоријева киселинско-базна теорија има неколико предности у односу на Аренијусову теорију. Размотримо следеће реакције сирћетне киселине, органске киселине која даје сирћету карактеристични укус:
CH
3COOH + H
2O ⇌ CH
3COO−
 + H
3O+

CH
3COOH + NH
3 ⇌ CH
3COO−
 + 
Обе теорије лако описују прву реакцију:  делује као Аренијусова киселина зато што делује као извор  кад је растворена у води, и она делује као Бронстедова киселина путем донирања протона води. У другом примеру  подлеже истој трансформацији, у том случају донирајући протон амонијаку, али се не може описати користећи Аренијусову дефиницију киселине, зато што реакција не производи хидронијум.
Бронстед-Лоријева теорија се исто тако може користити за описивање молекулских једињења, док Аренијусове киселине морају да буду јонска једињења. Хлороводоник (HCl) и амонијак се комбинују у неколико различитих околности да формирају амонијум хлорид, . Водени раствор HCl се понаша као хлороводонична киселина и састоји се од хидронијум и хлоридних јона. Следеће реакције илуструју ограничења Аренијусових дефиниција:
Као и код реакција сирћетне киселине, обе дефиниције се могу применити на први пример, где је вода растварач и хидронијум јон се формира из HCl растворка. Следеће две реакције не обухватају формирање јона, али су још увек реакције трансфера протона. У другој реакцији хлороводоник и амонијак (растворени у бензену) реагују и формирају чврсти амонијум хлорид у бензенском растварачу, и у трећој се гасовити HCl и  комбинују да формирају чврсту материју.

### Луисове киселине
Трећи концепт, који је постулирао Гилберт Њутон Луис 1923. године, обухвата реакције са киселинско-базним карактеристикама у којима не долази до протонског трансфера. Луисова киселина је врста која прима пар електрона са друге врсте; другим речима, она је прималац електронског пара. Бронстедове киселинско-базне реакције су описују протонски трансфер, док у Луисовим киселинско-базним реакцијама долази до трансфера електронског пара. Све Бронстедове киселине су исто тако Луисове киселине, док све Луисове киселине нису Бронстедове киселине. Упоредите како су следеће реакције описане у погледу киселинско-базне хемије.
У првој реакцији флуоридни јон, −, даје електронски пар бор трифлуориду, чиме се формира продукт тетрафлуороборат. Флуорид „губи“ пар валентних електрона пошто су електрони који се деле у B—F вези лоцирани у просторном региону између два атомска језгра, и стога су удаљенији од флуоровог језгра, него што су у слободним флуоридним јонима. 3 је Луисова киселина, зато што прима електронски пар од флуорида. Ова реакција се не може описати Бронстедовом теоријом, зато што овде нема протонског трансфера. Друга реакција се може описати користећи било коју теорију. Протон се преноси са неспецифициране Бронстедове киселине на амонијак, Бронстедову базу; алтернативно, амонијак делује као Луисова база и преноси слободни пар електрона чиме се формира веза са водоничним јоном. Врста која стиче електронски пар је Луисова киселина; на пример, атом кисеоника у  стиче пар електрона кад се једна од Х—О веза раскине и електрони те везе постану локализовани на кисеонику. У зависности од контекста, Луисова киселина се такође може описати као оксиданс или електрофил.

## Дисоцијација и еквилибријум
Реакције киселина се често генерализују у облику , где  представља киселину, а  је коњугована база. Чланови киселинско-базног коњугатног пара се разликује за један протон, и могу се интерконвертовати адицијом или уклањањем протона (протонацијом и депротонацијом). Киселина може да буде наелектрисана врста и коњугована база може да буде неутрална, у ком случају се генерализова реакциона шема може написати као . У раствору постоји еквилибријум између киселине и њене коњуговане базе. Константа равнотеже K је израз равнотежних концентрација молекула или јона у раствору. Заграде означавају концентрацију, тако да [] означава концентрацију . Константа дисоцијације киселине  се генерално користи у контексту киселинско-базних реакција. Нумеричка вредност  је једнака продукту концентрација продуката подељеном са концентрацијом реактаната, при чему је реактант киселина (HA), а продукти су коњугована база и +.
{\displaystyle K_{a}={\frac {[{\mbox{H}}^{+}][{\mbox{A}}^{-}]}{[{\mbox{HA}}]}}}
Јача од две киселине ће имати већу  вредност од слабије киселине; однос водоничних јона киселине ће бити већи код јаче киселине пошто она има јачу тенденцију да изгуби свој протон. Пошто опсег могућих вредности за  покрива велики број редова величине, облик константе који је једноставнији за примену,  се чешће користи, при чему је . Јаче киселине имају мању вредност  од слабијих киселина. Експериментално одређене  вредности на 25 °C у воденом раствору се често наводе у уџбеницима и референтном материјалу.

## Номенклатура
У класичном именском систему, киселине се именују у складу да њиховим анјонима. Тај јонски суфикс се омашује и замењује новим суфиксом (а понекад префиксом), на начин описан у следећој табели.
На приме, HCl има хлорид као свој анјон, тако да је -ид суфикс чини да поприми форму хлороводонична киселина. У IUPAC систему именовања, „водени“ („aqueous“) се једноставно додаје на име јонског једињења. Тако, за водоник хлорид, IUPAC име би било водени водоник хлорид. Префикс "хидро-" се додаје ако је киселина сачињена од само водоника и једног другог елемента.
Класични систем именовања:
| Префикс анјона | Суфикс анјона | Префикс киселине | Суфикс киселине | Пример                   |
| -------------- | ------------- | ---------------- | --------------- | ------------------------ |
| пер            | ат            | пер              | на киселина     | Перхлорна киселина ()    |
|                | ат            |                  | на киселина     | Хлорна киселина ()       |
|                | ит            |                  | аста киселина   | Хлораста киселина ()     |
| хипо           | ит            | хипо             | аста киселина   | хипохлораста киселина () |
|                | ид            | хидро            | на киселина     | хидрохлорна киселина ()  |

## Јачина киселине
Јачина киселине одражава њену способности или тенденцију да изгуби протон. Јака киселина је она која се комплетно дисоцира у води; другим речима, један  јаке киселине ХА се раствара у води и даје један мол + и један мол коњуговане базе, A−. У контрасту с тим, слаба киселина се само парцијално дисоцира и у еквилибријуму су присутне киселина и коњугована база у раствору. Примери јаких киселина су хлороводонична киселина (HCl), јодоводонична киселина (HI), бромоводонична киселина (HBr), перхлорна киселина, азотна киселина и сумпорна киселина. У води свака од њих се есенцијално јонизује 100%. Што је јача киселина, то лакше она губи протон, +. Два кључна фактора који доприносе лакоћи депротонације су поларност H—A везе и величина атома A, што одређује јачину H—A везе. Јачине киселине се исто тако често разматрају у смислу стабилности коњуговане базе.
Јаче киселине имају веће  вредности и негативније  вредности од слабих киселина.
Сулфонске киселине, које су органске оксикиселине, су класа јаких киселина. Познати пример такве киселине је tолуенсулфонска киселина (тозилна киселина). За разлику од саме сумпорне киселине, сулфонске киселине могу да буду чврсте материје. Заправо, полистирен функционализован у полистирен сулфонат је чврста јако кисела пластика која се може исфилтрирати.
Суперкиселине су киселине које су јаче од 100% сумпорне киселине. Примери суперкиселина су флуороантимонска киселина, магична киселина и перхлорна киселина. Суперкиселине могу перманентно да протонирају воду дајући јонске, кристалне хидронијумске „соли“. Оне такође моду да квантитативно стабилизују карбокатјоне.
Док  вредност одређује јачину киселог једињења, јачина воденог раствора се изражава pH вредношћу, која је индикатор концентрације хидронијума у раствору. pH вредност једноставног раствора киселог једињења у води се одређује разблаживањем једињења и из  вредности једињења.

## Хемијске карактеристике

### Монопротичне киселине
Монопротичне киселине су оне киселине које имају способност донирања једног протона по молекулу током процеса дисоцијације (који се понекад назива јонизацијом), као што је приказано испод (киселина је означена са HA):
Познати примери монопротичних киселина међу минералним киселинама су хлороводонична киселина (HCl) и азотна киселина. С друге стране, код органских киселина термин углавном означава присуство једне карбоксилне групе, те се понекад те киселине називају монокарбоксилним киселинама. Примери органских киселина су мравља киселина (HCOOH), сирћетна киселина и бензојева киселина.

### Полипротичне киселине
Полипротичне киселине, такође познате као полибазне киселине, имају способност донирања више од једног протона по молекулу киселине, у контрасту са монопротичним киселинама које могу да донирају само један протон по молекулу. Специфични типови полипротичних киселина имају специфичнија имена, као што су дипротична киселина (потенцијално може да донира два протона) и трипротична киселина (потенцијално може да донира три протона).
Дипротична киселина (овде означена са ) може да подлегне једној или двема дисоцијацијама у зависности од пХ вредности. Свака дисоцијација има своју сопствену константу дисоцијације,  и .
Прва константа дисоцијације је типично већа од друге; i.e., . На пример, сумпорна киселина може да донира један протон чиме се формира бисулфатни анјон, за који је  веома велика; затим она може да донира други протон да формира сулфатни анјон, при чему је  средње јачине. Велика  вредност прве дисоцијације чини сумпорну киселину јаком. У сличном маниру, слаба нестабилна угљена киселина може да изгуби један протон до формира бикарбонатни анјон и да изгуби други да формира карбонатни анјон. Обе  вредности су мале, али је .
Трипротична киселина може да подлегне једној, двема, или трима дисоцијацијама и има три константе дисоцијације, при чему је .
Неоргански пример трипротичне киселине је ортофосфорна киселина, која се обично назива фосфорном киселином. Сва три протона се могу сукцесивно изгубити и при томе настаје , затим , и коначно , ортофосфатни јон, који се обично назива фосфатом. Мада су позиције три протона на оригиналном молекулу фосфорне киселине еквивалентне, сукцесивне  вредности се разликују, пошто је енергетски мање повољно да се изгуби протон ако је његова коњугована база негативније наелектрисана. Органски пример трипротичне киселине је лимунска киселина, која може сукцесивно да изгуви три протона да би се коначно формирао цитратни јон.
Мада је накнадни губитак сваког водониковог јона мање повољан, све коњуговане базе су присутне у раствору. Фракциона концентрација, α (алфа), сваке врсте се може израчунати. На пример, генерична дипротична киселина ће произвести 3 врсте у раствору: , и . Фракционе концентрације се могу израчунати као што је дато доле кад је дата пХ вредност (која се може конвертовати у [+]) или концентрације киселине са свим њеним коњугованим базама:
{\displaystyle \alpha _{H_{2}A}={{[H^{+}]^{2}} \over {[H^{+}]^{2}+[H^{+}]K_{1}+K_{1}K_{2}}}={{[H_{2}A]} \over {[H_{2}A]+[HA^{-}]+[A^{2-}]}}}
{\displaystyle \alpha _{HA^{-}}={{[H^{+}]K_{1}} \over {[H^{+}]^{2}+[H^{+}]K_{1}+K_{1}K_{2}}}={{[HA^{-}]} \over {[H_{2}A]+[HA^{-}]+[A^{2-}]}}}
{\displaystyle \alpha _{A^{2-}}={{K_{1}K_{2}} \over {[H^{+}]^{2}+[H^{+}]K_{1}+K_{1}K_{2}}}={{[A^{2-}]} \over {[H_{2}A]+[HA^{-}]+[A^{2-}]}}}
График тих фракционих концентрација насупрот pH, за дату  и  вредност, је познат као Бјерумов дијаграм. Патерн се може уочити у горњим једначинама и може се проширити на генералну n -протичну киселину која је била депротонисана и -пута:
{\displaystyle \alpha _{H_{n-i}A^{i-}}={{[H^{+}]^{n-i}\displaystyle \prod _{j=0}^{i}K_{j}} \over {\displaystyle \sum _{i=0}^{n}{\Big [}[H^{+}]^{n-i}\displaystyle \prod _{j=0}^{i}K_{j}}{\Big ]}}}
где је  и други K-чланови су константе дисоцијације киселине.

### Неутрализација
Неутрализација је реакција између киселине и базе, којом се производи со и неутрализована база; на пример, хлороводонична киселина и натријум хидроксид формирају натријум хлорид и воду:
Неутрализација је основа титрације, при чему  индикатор показује тачку еквиваленције кад се еквивалентни број молова базе дода у киселину. Често се погрешно претпоставља да неутрализације треба да резултира раствором са pH 7.0, што је једино случај код реакције киселине и базе сличних јачина.
Неутрализација са базом слабијом од киселине доводи до слабо киселе соли. Пример је слабо кисели амонијум хлорид, који се формира из јаке хлороводоничне киселине и слабе базе амонијака. Супротно томе, неутрализација слабе киселине јаком базом производи слабо базну со, нпр. натријум флуорид из флуороводоничне киселине и натријум хидроксида.

### Равнотежа слабе киселине и слабе базе
Да би протонисана киселина изгубила протон, pH система мора да буде изнад  вредности киселине. Снижена концентрација  у базном раствору помера равнотежу ка коњугованој базној форми (депротонисаној форми киселине). У растворима са нижом пХ вредношћу (већом киселости), постоји довољно висока  концентрација у раствору да узрокује да киселина остане у својој протонисаној форми.
Раствори слабих киселина и соли њихових коњугованих база формирају пуферске растворе.

## Примене киселина
Постоје бројне примене киселина. Киселине се често користе за уклањање рђе и друге корозије са метала у процесу познатом као пиклинг. Оне налазе примерну као електролити у влажним ћелијским батеријама, као што је сумпорна киселина у аутомобилским батеријама.
Јаке киселине, поготову сумпорна киселина, су у широкој употреби у обради минерала. На пример, фосфатни минерали реагују са сумпорном киселином чиме се формира фосфорна киселина за продукцију фосфатних ђубрива, и цинк се производи растварањем цинк оксида у сумпорној киселини, и раствор се затим електролитички пречишћава.
У хемијској индустрији, киселине реагују у реакцијама неутрализације чиме се формирају соли. На пример, азотна киселина реагује са амонијаком и тиме настаје амонијум нитрат, вештачко ђубриво. Додатно, карбоксилне киселине се могу естерификовати са алкохолима, чиме се формирају естри.
Киселине се користе као адитиви пићима и храни, пошто оне мењају укус и служе као презервативи. Фосфорна киселина, на пример, је компонента цола пича. Сирћетна киселина се користи у свакодневном животу као сирће. Угљена киселина је важан део бројних кола пића и сода. Лимунска киселина се користи као презерватив у сосевима и укисељеном поврћу.
Винска киселина је важна компонента неких често коришћених типова хране, као што је незрело манго и тамаринда воће. Воће и поврће исто тако садржи киселине. Лимунска киселина је присутна у поморанџама, лимуну и другом цитрусном воћу. Оксална киселина је присутна у парадајзу и спанаћу. Аскорбинска киселина (Витамин Ц) је есенцијални витамин људског тела и присутна је у бројним намирницама.
Поједине киселине се користе као лекови. Ацетилсалицилна киселина (Аспирин) се користи као лек против болова и за снижавање повишене телесне температуре.
Киселине имају важне улоге у људском телу. Хлороводонична киселина је присутна у желуцу где помаже у варењу путем разлагања великих и комплексних молекула хране. Аминокиселине се неопходне за синтезу протеина неопходних за раст и поправку телесних ткива. Масне киселине су такође неопходне за раст и поправку телесних ткива. Нуклеинске киселине су важне за формирање ДНК и РНК молекула, и за пренос наследних особина на потомство путем гена. Угљена киселина је важна за одржавање пХ еквилибријума у телу.

### Киселинска катализа
Киселине се користе као катализатори у индустријској и органској хемији; на пример, сумпорна киселина се користи у веома великим количинама у процесу алкилације при продукцији горива. Јаке киселине, као што су сумпорна, фосфорна и хлороводонична киселина такође утичу на реакције дехидратације и кондензације. У биохемији, многи ензими користе киселу катализу.

## Важније киселине
- азотна
- азотаста
- сумпорна
- сумпораста
- фосфорна
- угљена
- хлорна
- борна

Најважније некисеоничне неорганске киселине су:
- хлороводонична
- цијановодонична
- флуороводонична
- бромоводонична
- јодоводонилна

Киселине су једињења која садрже водоник (H) и киселински остатак. Киселински остатак садржи неметал, а веома често и кисеоник.
- - сумпорна/сулфатна
- - сумпораста/сулфитна
- - азотна/нитратна
- - азотаста/нитритна
- - угљична/карбонатна
- - фосфорна/фосфатна
- - хлороводична/хлоридна

Киселине добијају назив по неметалу из киселинског остатка, нпр.  - сумпороводична.

## Добијање киселина
Оксид неметала + вода ---> киселина
 (сулфитна/сумпораста киселина)